# Agrodiaetus rueckbeili
Agrodiaetus rueckbeili är en fjärilsart som beskrevs av Forster 1960. Agrodiaetus rueckbeili ingår i släktet Agrodiaetus och familjen juvelvingar. Inga underarter finns listade i Catalogue of Life.